# رونالد سولومون
رونالد سولومون (بالإنجليزية: Ronald Solomon)‏ هو رياضياتي أمريكي، ولد في 15 ديسمبر 1948 في نيويورك في الولايات المتحدة.